# Hamburger Sport-Verein 1977-1978
Questa voce raccoglie le informazioni riguardanti l'Hamburger Sport-Verein nelle competizioni ufficiali della stagione 1977-1978.

## Stagione
Nella stagione 1977-1978 l'Amburgo, allenato da Rudi Gutendorf e Özcan Arkoç, concluse il campionato di Bundesliga al 10º posto. In Coppa di Germania l'Amburgo fu eliminato agli ottavi di finale dallo Schalke 04. In Coppa delle Coppe l'Amburgo fu eliminato al secondo turno dall'Anderlecht.

## Rosa
| N. |                     | Ruolo | Calciatore       |
| -- | ------------------- | ----- | ---------------- |
|    | Germania (bandiera) | P     | Rudolf Kargus    |
|    | Germania (bandiera) | P     | Jürgen Stars     |
|    | Croazia (bandiera)  | D     | Ivan Buljan      |
|    | Germania (bandiera) | D     | Peter Hidien     |
|    | Germania (bandiera) | D     | Manfred Kaltz    |
|    | Germania (bandiera) | D     | Andreas Karow    |
|    | Germania (bandiera) | D     | Peter Nogly      |
|    | Germania (bandiera) | D     | Hans-Jürgen Ripp |
|    | Germania (bandiera) | C     | Horst Bertl      |

| N. |                        | Ruolo | Calciatore       |
| -- | ---------------------- | ----- | ---------------- |
|    | Germania (bandiera)    | C     | Kurt Eigl        |
|    | Germania (bandiera)    | C     | Felix Magath     |
|    | Germania (bandiera)    | C     | Caspar Memering  |
|    | Germania (bandiera)    | C     | Klaus Zaczyk     |
|    | Inghilterra (bandiera) | A     | Kevin Keegan     |
|    | Germania (bandiera)    | A     | Ferdinand Keller |
|    | Germania (bandiera)    | A     | Willi Reimann    |
|    | Germania (bandiera)    | A     | Georg Volkert    |

## Organigramma societario
Area tecnica
- Allenatore: Özcan Arkoç
- Allenatore in seconda:
- Preparatore dei portieri:
- Preparatori atletici:

## Calciomercato

### Sessione estiva
| Acquisti | Acquisti     | Acquisti            | Acquisti |
| R.       | Nome         | da                  | Modalità |
| -------- | ------------ | ------------------- | -------- |
| D        | Ivan Buljan  | Hajduk Spalato      |          |
| A        | Kevin Keegan | Liverpool           |          |
| P        | Jürgen Stars | Röchling Völklingen |          |

| Cessioni | Cessioni             | Cessioni        | Cessioni |
| R.       | Nome                 | a               | Modalità |
| -------- | -------------------- | --------------- | -------- |
| D        | Horst Blankenburg    | Xamax Neuchâtel |          |
| C        | Buffy Ettmayer       | Lugano          |          |
| P        | Vladimir Kovačić     | Wuppertal       |          |
| A        | Uwe Mackensen        | Kaiserslautern  |          |
| A        | Hans-Jürgen Sperlich | Rot-Weiss Essen |          |
| D        | Detlef Spincke       | Wuppertal       |          |
| D        | Klaus Winkler        | St. Pauli       |          |

### Sessione invernale
| Acquisti | Acquisti | Acquisti | Acquisti |
| R.       | Nome     | da       | Modalità |
| -------- | -------- | -------- | -------- |

| Cessioni | Cessioni          | Cessioni      | Cessioni |
| R.       | Nome              | a             | Modalità |
| -------- | ----------------- | ------------- | -------- |
| A        | Arno Steffenhagen | Chicago Sting |          |

## Risultati

### Bundesliga

#### Girone di andata
| Arbitro: | Joos |

|                                                  |           |                      |
| Büssers 35’ Bücker 53’ Jara 54’ Seliger 88’, 90’ | Marcatori | 61’ Buljan 76’ Nogly |

| Arbitro: | Hennig |

|                             |           |  |
| Volkert 33’, 48’ Magath 45’ | Marcatori |  |

| Arbitro: | Engel |

|  |           |                        |
|  | Marcatori | 77’ Magath 90’ Volkert |

| Arbitro: | Wichmann |

|                             |           |              |
| Reimann 30’, 69’ Keegan 68’ | Marcatori | 87’ Wilhelmi |

| Arbitro: | Ahlenfelder |

|            |           |                              |
| Hoeneß 77’ | Marcatori | 6’ Kaltz 88’ (aut.) Hitzfeld |

| Arbitro: | Eschweiler |

|  |           |                      |
|  | Marcatori | 30’ Gerber 87’ Kulka |

| Arbitro: | Aldinger |

|                                |           |                    |
| Kaltz 26’ (aut.) Seel 47’, 82’ | Marcatori | 85’ (rig.) Volkert |

| Arbitro: | Dreher |

|           |           |  |
| Nogly 13’ | Marcatori |  |

| Arbitro: | Frickel |

|               |           |                       |
| Meininger 71’ | Marcatori | 32’ Keller 48’ Keegan |

| Arbitro: | Engel |

|                        |           |                           |
| Keller 69’ Reimann 78’ | Marcatori | 61’ Dürnberger 83’ Hoeneß |

| Arbitro: | Quindeau |

|                                                       |           |  |
| Popivoda 11’ Dremmler 27’ Merkhoffer 51’ Breitner 90’ | Marcatori |  |

| Arbitro: | Schmoock |

|           |           |                            |
| Keller 8’ | Marcatori | 7’ Ellbracht 56’ Stegmayer |

| Arbitro: | Messmer |

|                 |           |                      |
| Fischer 4’, 67’ | Marcatori | 76’ Keller 88’ Nogly |

| Arbitro: | Luca |

|                            |           |            |
| Keller 20’, 53’ Hidien 82’ | Marcatori | 56’ Eggert |

| Arbitro: | Linn |

|                              |           |            |
| Huber 19’ (rig.) Lippens 44’ | Marcatori | 64’ Magath |

| Arbitro: | Meuser |

|                         |           |           |
| Heynckes 17’ Bonhof 47’ | Marcatori | 55’ Bertl |

| Arbitro: | Ahlenfelder |

|                               |           |                        |
| Keegan 35’ Volkert 38’ (rig.) | Marcatori | 55’ Granitza 87’ Sidka |

#### Girone di ritorno
| Arbitro: | Aldinger |

|                                                |           |           |
| Memering 36’ Keegan 60’ Keller 62’ Volkert 72’ | Marcatori | 33’ Dietz |

| Arbitro: | Gabor |

|                            |           |                               |
| Hofeditz 30’ Kohlhäufl 90’ | Marcatori | 11’ Keller 55’ (rig.) Volkert |

| Amburgo 7 gennaio 1978, ore 15:30 CET 20ª giornata | Amburgo | 0 – 0 referto | Eintracht Francoforte | Volksparkstadion (31 000 spett.)\| Arbitro: \| Burgers \| |
| Arbitro:                                           | Burgers |               |                       |                                                           |

| Arbitro: | Joos |

|                                         |           |  |
| Wilhelmi 37’ Schwarz 57’ Toppmöller 89’ | Marcatori |  |

| Arbitro: | Hennig |

|                         |           |  |
| Memering 36’ Zaczyk 79’ | Marcatori |  |

| Arbitro: | Wichmann |

|                     |           |                            |
| Gerber 24’ Blau 65’ | Marcatori | 25’, 36’ Keller 77’ Magath |

| Arbitro: | Klauser |

|  |           |                              |
|  | Marcatori | 15’ Zewe 51’ Allofs 87’ Seel |

| Arbitro: | Linn |

|                                                               |           |             |
| van Gool 8’, 66’ Neumann 49’ Flohe 55’ Strack 58’ Konopka 89’ | Marcatori | 59’ Volkert |

| Arbitro: | Messmer |

|           |           |             |
| Bertl 14’ | Marcatori | 28’ Glowacz |

| Arbitro: | Hennig |

|                             |           |  |
| Hoeneß 6’ Müller 88’ (rig.) | Marcatori |  |

| Arbitro: | Biwersi |

|                                                      |           |                           |
| Volkert 22’ (rig.) Memering 40’ Zaczyk 48’ Bertl 85’ | Marcatori | 17’ Hollmann 43’ Popivoda |

| Arbitro: | Schmoock |

|                                         |           |                                                       |
| Lorant 39’ (rig.), 54’ Kaltz 84’ (aut.) | Marcatori | 8’ Zaczyk 31’ Keller 83’ Bertl 86’ Volkert 88’ Keegan |

| Arbitro: | Dölfel |

|                      |           |  |
| Keller 35’ Bertl 50’ | Marcatori |  |

| Arbitro: | Dreher |

|                       |           |             |
| Trimhold 36’ Abel 49’ | Marcatori | 24’ Volkert |

| Arbitro: | Klauser |

|                                             |           |           |
| Keegan 26’ Keller 45’ Bertl 73’ Volkert 87’ | Marcatori | 57’ Theis |

| Arbitro: | Dreher |

|                     |           |                                                         |
| Bertl 6’ Keller 58’ | Marcatori | 51’ Bonhof 69’, 71’ Nielsen 74’, 79’ Kulik 83’ Heynckes |

| Arbitro: | Linn |

|                                |           |                        |
| Kaltz 16’ (aut.) Beer 48’, 73’ | Marcatori | 52’ Volkert 84’ Buljan |

### Coppa di Germania
| Arbitro: | Klauser |

|  |           |                                            |
|  | Marcatori | 7’, 79’ Keegan 51’, 77’ Keller 60’ Reimann |

| Arbitro: | Hilker |

|          |           |                                   |
| Bopp 10’ | Marcatori | 2’, 79’ Magath 7’ Ripp 90’ Keller |

| Arbitro: | Winkler |

|                                                               |           |  |
| Keller 17’, 53’ Memering 37’ Keegan 45’, 48’ Kaltz 84’ (rig.) | Marcatori |  |

| Arbitro: | Biwersi |

|                                            |           |                             |
| Abramczik 6’ Rüssmann 41’ Fischer 76’, 79’ | Marcatori | 52’ Keller 90’ (rig.) Kaltz |

### Coppa delle Coppe
| Arbitro: | Jarguz |

|                                                                                     |           |              |
| Keller 6’, 34’, 38’, 73’ Volkert 18’ (rig.) Buljan 60’ Steffenhagen 77’ Reimann 83’ | Marcatori | 88’ Sandberg |

| Arbitro: | Nyhus |

|                 |           |                                                                      |
| Riutto 56’, 74’ | Marcatori | 45’ (rig.) Volkert 52’ Keegan 69’ Magath 71’ Keller 89’ Steffenhagen |

| Arbitro: | Wurtz |

|            |           |                           |
| Keller 69’ | Marcatori | 22’ Coeck 88’ Rensenbrink |

| Arbitro: | Wöhrer |

|                  |           |            |
| Van der Elst 10’ | Marcatori | 41’ Keegan |

### Supercoppa UEFA 1977
| Arbitro: | Garrido |

|            |           |                |
| Keller 29’ | Marcatori | 65’ Fairclough |

| Arbitro: | Eriksson |

|                                                                  |           |  |
| Thompson 21’ McDermott 40’, 56’, 58’ Fairclough 83’ Dalglish 88’ | Marcatori |  |

## Statistiche

### Statistiche di squadra
| Competizione      | Punti | In casa | In casa | In casa | In casa | In casa | In casa | In trasferta | In trasferta | In trasferta | In trasferta | In trasferta | In trasferta | Totale | Totale | Totale | Totale | Totale | Totale | DR  |
| Competizione      | Punti | G       | V       | N       | P       | Gf      | Gs      | G            | V            | N            | P            | Gf           | Gs           | G      | V      | N      | P      | Gf     | Gs     | DR  |
| ----------------- | ----- | ------- | ------- | ------- | ------- | ------- | ------- | ------------ | ------------ | ------------ | ------------ | ------------ | ------------ | ------ | ------ | ------ | ------ | ------ | ------ | --- |
| Bundesliga        | 34    | 17      | 9       | 4       | 4       | 34      | 24      | 17           | 5            | 2            | 10           | 27           | 43           | 34     | 14     | 6      | 14     | 61     | 67     | -6  |
| Coppa di Germania | -     | 1       | 1       | 0       | 0       | 6       | 0       | 3            | 2            | 0            | 1            | 11           | 5            | 4      | 3      | 0      | 1      | 17     | 5      | +12 |
| Coppa delle Coppe | -     | 2       | 1       | 0       | 1       | 9       | 3       | 2            | 1            | 1            | 0            | 6            | 3            | 4      | 2      | 1      | 1      | 15     | 6      | +9  |
| Supercoppa UEFA   | -     | 1       | 0       | 1       | 0       | 1       | 1       | 1            | 0            | 0            | 1            | 0            | 6            | 2      | 0      | 1      | 1      | 1      | 7      | -6  |
| Totale            | 34    | 21      | 11      | 5       | 5       | 50      | 28      | 23           | 8            | 3            | 12           | 44           | 57           | 44     | 19     | 8      | 17     | 94     | 85     | +9  |

### Andamento in campionato
| Giornata  | 1  | 2  | 3 | 4 | 5 | 6 | 7 | 8 | 9 | 10 | 11 | 12 | 13 | 14 | 15 | 16 | 17 | 18 | 19 | 20 | 21 | 22 | 23 | 24 | 25 | 26 | 27 | 28 | 29 | 30 | 31 | 32 | 33 | 34 |
| --------- | -- | -- | - | - | - | - | - | - | - | -- | -- | -- | -- | -- | -- | -- | -- | -- | -- | -- | -- | -- | -- | -- | -- | -- | -- | -- | -- | -- | -- | -- | -- | -- |
| Luogo     | T  | C  | T | C | T | C | T | C | T | C  | T  | C  | T  | C  | T  | T  | C  | C  | T  | C  | T  | C  | T  | C  | T  | C  | T  | C  | T  | C  | T  | C  | C  | T  |
| Risultato | P  | V  | V | V | V | P | P | V | V | N  | P  | P  | N  | V  | P  | P  | N  | V  | N  | N  | P  | V  | V  | P  | P  | N  | P  | V  | V  | V  | P  | V  | P  | P  |
| Posizione | 16 | 10 | 3 | 2 | 2 | 3 | 7 | 4 | 4 | 3  | 5  | 9  | 9  | 7  | 8  | 11 | 11 | 9  | 9  | 9  | 11 | 11 | 6  | 8  | 11 | 11 | 11 | 11 | 9  | 8  | 8  | 7  | 10 | 10 |

Legenda:

Luogo: C = Casa; T = Trasferta. Risultato: V = Vittoria; N = Pareggio; P = Sconfitta.

### Statistiche dei giocatori
| Giocatore       | Bundesliga | Bundesliga | Bundesliga  | Bundesliga | Coppa di Germania | Coppa di Germania | Coppa di Germania | Coppa di Germania | Coppa delle Coppe | Coppa delle Coppe | Coppa delle Coppe | Coppa delle Coppe | Totale   | Totale | Totale      | Totale     |
| Giocatore       | Presenze   | Reti       | Ammonizioni | Espulsioni | Presenze          | Reti              | Ammonizioni       | Espulsioni        | Presenze          | Reti              | Ammonizioni       | Espulsioni        | Presenze | Reti   | Ammonizioni | Espulsioni |
| --------------- | ---------- | ---------- | ----------- | ---------- | ----------------- | ----------------- | ----------------- | ----------------- | ----------------- | ----------------- | ----------------- | ----------------- | -------- | ------ | ----------- | ---------- |
| H. Bertl        | 20         | 7          | 0           | 0          | 2                 | 0                 | 0                 | 0                 | 1                 | 0                 | 0                 | 0                 | 23       | 7      | 0           | 0          |
| I. Buljan       | 19         | 2          | 0           | 0          | 2                 | 0                 | 1                 | 0                 | 1                 | 1                 | 0                 | 0                 | 22       | 3      | 1           | 0          |
| K. Eigl         | 15         | 0          | 1           | 0          | 2                 | 0                 | 0                 | 0                 | 3                 | 0                 | 0                 | 0                 | 20       | 0      | 1           | 0          |
| P. Hidien       | 25         | 1          | 2           | 0          | 4                 | 0                 | 1                 | 0                 | 3                 | 0                 | 0                 | 0                 | 32       | 1      | 3           | 0          |
| M. Kaltz        | 34         | 1          | 0           | 0          | 4                 | 2                 | 0                 | 0                 | 4                 | 0                 | 0                 | 0                 | 42       | 3      | 0           | 0          |
| R. Kargus       | 34         | 0          | 0           | 0          | 3                 | 0                 | 0                 | 0                 | 3                 | 0                 | 0                 | 0                 | 40       | 0      | 0           | 0          |
| A. Karow        | 4          | 0          | 0           | 0          | 2                 | 0                 | 0                 | 0                 | 0                 | 0                 | 0                 | 0                 | 6        | 0      | 0           | 0          |
| K. Keegan       | 25         | 6          | 1           | 0          | 4                 | 4                 | 0                 | 0                 | 4                 | 2                 | 0                 | 0                 | 33       | 12     | 1           | 0          |
| F. Keller       | 31         | 14         | 5           | 0          | 4                 | 6                 | 0                 | 0                 | 4                 | 6                 | 0                 | 0                 | 39       | 26     | 5           | 0          |
| F. Magath       | 33         | 4          | 2           | 0          | 4                 | 2                 | 0                 | 0                 | 3                 | 1                 | 0                 | 0                 | 40       | 7      | 2           | 0          |
| C. Memering     | 34         | 3          | 1           | 0          | 4                 | 1                 | 1                 | 0                 | 4                 | 0                 | 0                 | 0                 | 42       | 4      | 2           | 0          |
| P. Nogly        | 28         | 3          | 2           | 0          | 2                 | 0                 | 0                 | 0                 | 3                 | 0                 | 0                 | 0                 | 33       | 3      | 2           | 0          |
| W. Reimann      | 21         | 3          | 6           | 0          | 3                 | 1                 | 0                 | 0                 | 3                 | 1                 | 0                 | 0                 | 27       | 5      | 6           | 0          |
| H. Ripp         | 28         | 0          | 1           | 0          | 4                 | 1                 | 0                 | 0                 | 2                 | 0                 | 0                 | 0                 | 34       | 1      | 1           | 0          |
| J. Stars        | 0          | 0          | 0           | 0          | 1                 | 0                 | 0                 | 0                 | 1                 | 0                 | 0                 | 0                 | 2        | 0      | 0           | 0          |
| A. Steffenhagen | 19         | 0          | 2           | 0          | 4                 | 0                 | 0                 | 0                 | 3                 | 2                 | 0                 | 0                 | 26       | 2      | 2           | 0          |
| G. Volkert      | 28         | 13         | 3           | 0          | 2                 | 0                 | 0                 | 0                 | 4                 | 2                 | 0                 | 0                 | 34       | 15     | 3           | 0          |
| K. Zaczyk       | 20         | 3          | 0           | 0          | 1                 | 0                 | 0                 | 0                 | 0                 | 0                 | 0                 | 0                 | 21       | 3      | 0           | 0          |